# 마르쿠스 안토니우 나시멘투 산투스
마르쿠스 안토니우 나시멘투 산투스(포르투갈어: Marcos Antônio Nascimento Santos, 1988년 6월 11일 ~ )는 흔히 마르쿠스 안토니우(포르투갈어: Marcos Antônio)로 불리는 브라질의 축구 선수로, 포지션은 좌측 윙어 또는 윙백을 소화하며, 중앙 미드필더 내지는 수비형 미드필더 또한 가능한 것으로 알려져 있다. 2019년 현재 캄페오나투 브라질레이루 세리이 B 파이산두 SC에서 활약 중이다. K리그2 2018 시즌 FC 안양에서 활약한 바 있으며, K리그 등록명은 마르코스이었다.

## 선수 생활
마르쿠스 안토니우는 2005년 SC 코린치앙스 알라고아누에 입단하여 축구를 시작하였다. 코린치앙스 알라고아누에서 2009년까지 58경기에 출전하여 7골을 기록하였다. 2006년 여름 일본 J1리그 가시와 레이솔에 6개월간 임대되면서, 처음으로 해외 무대를 경험하게 되었다. 반년간의 J리그 경험 이후 고국에 복귀한 마르쿠스는 2007년 여름 세리이 C의 CRB와 ASA로 임대되기도 하였다. 이 후 세리이 B에 있던 아메리카-RJ로 재차 임대되었다. 그 다음으로 세리이 C의 가마를 거쳐 세리이 D 소속 CSA로도 임대되었다.
2009년 8월 중순 마르쿠스 안토니우는 독일 2. 분데스리가의 TSV 1860 뮌헨으로 1년간 임대 이적을 하게 되었다. 같은 해 11월 20일 독일 무대에서의 데뷔전을 가졌다. 그러나 1860 뮌헨은 완전 이적 조항을 보유했음에도 이를 발동시키지 않고, 마르쿠스 안토니우를 브라질로 복귀시켰다.
2018년 2월 대한민국 K리그2의 FC 안양으로 이적하였다.